# Bandar-e-Anzali
Bandar-e Anzalī (farsi بندر انزلی) è il capoluogo dello shahrestān di Bandar-e-Anzali, circoscrizione Centrale, nella provincia di Gilan. Si chiamava Bandar-e Pahlavi (بندر پهلوی) prima della Rivoluzione iraniana. 
È una città portuale sul mar Caspio; si trova nel punto in cui il fiume Sefid raggiunge il mare, tagliando in due la città; nel XVIII secolo era considerata il porto di Rasht, la capitale della regione, da cui dista 40 km. Ci sono importanti stabilimenti di lavorazione del caviale. Aveva, nel 2006, una popolazione di 109.687 abitanti.